# Lophopagurus nanus
Lophopagurus nanus är en kräftdjursart som först beskrevs av Henderson 1888.  Lophopagurus nanus ingår i släktet Lophopagurus och familjen eremitkräftor. Inga underarter finns listade i Catalogue of Life.